# Kung Fu Panda - Mitiche avventure
Kung Fu Panda - Mitiche avventure (Kung Fu Panda: Legends of Awesomeness) è una serie animata andata in onda su Nickelodeon negli Stati Uniti nel 2011. È parte del franchise di Kung Fu Panda e prosegue le vicende del primo film.
In italiano sono andati in onda i primi cinque episodi in anteprima dal 28 novembre al 2 dicembre 2011 su Nickelodeon e successivamente la serie completa. Dal 2012 è stata trasmessa in chiaro su Rai 2. Gli episodi del cartone sono poi stati distribuiti in DVD, anche in italiano.

## Trama
La serie animata è ambientata dopo gli eventi del primo e prima del secondo film, in cui Po e i Cinque Cicloni continuano a salvare la Cina da nuovi e numerosi pericoli di ogni genere. Nel corso della serie, Po finisce spesso per causare qualche guaio, mettendo a rischio la situazione, ma alla fine impara la lezione, apprende molto di più sulla storia del kung fu e incontra altri famosi maestri.

## Personaggi

### Protagonisti
- Po: è un panda gigante. Un tempo lavorava nel ristorante di suo padre, poi divenne il Guerriero Dragone. Pigro e spensierato, spesso combina dei guai, ma finisce sempre con il rimediare e imparare qualcosa di nuovo. Nonostante inizialmente i Cinque Cicloni non lo ritenessero idoneo al kung fu, alla fine Po gli dimostrerà il suo valore e stringerà con loro una forte amicizia, soprattutto con Tigre, della quale sembra sia invaghito.
- Shifu: è un panda rosso. Maestro di kung fu saggio e serio, che ha allenato Po e i Cinque Cicloni. Nonostante spesso Po lo faccia diventare matto, Shifu lo considera come un figlio. Nella serie si scoprirà che in passato, Shifu faceva parte dei Cinque Cicloni, generazione precedente a quella di Tigre, Scimmia, Mantide, Gru e Vipera.
- Tigre: è una tigre della Cina meridionale, membro più potente dei Cinque Cicloni. A causa di numerose tristi esperienze vissute durante l'infanzia, Tigre è cresciuta seria, severa e compassata, ma grazie a Po, del quale sembra essere infatuata, ammorbidirà il suo carattere.
- Scimmia: è un rinopiteco dorato, membro dei Cinque Cicloni. Grande amico di Po, spesso bersaglio dei suoi scherzi.
- Vipera: è una vipera del bambù, membro dei Cinque cicloni. Nonostante venga considerata pericolosa, in realtà ha un animo gentile e altruista.
- Gru: è una gru della Manciuria, membro dei Cinque cicloni. Sottovalutato più volte, si dimostra sempre molto abile nel combattimento.
- Mantide: è una mantide cinese, membro dei Cinque cicloni. Grande amico di Po, spesso gli dà saggi consigli, i quali conducono il panda verso la via opposta.
- Mr. Ping: è un'oca, padre adottivo di Po. Spesso sembra che lui ami più il suo ristorante che Po, soprattutto per via del fatto che ormai non trascorrono più tanto tempo insieme, ma in realtà gli vuole bene ed è fiero di lui.
- Conestabile Hu: è un elefante asiatico. Importante figura politica della Cina, che spesso si trova coinvolto nelle avventure di Po, del quale è molto amico.
- Generale Tsin: è un anziano yak eremita. In gioventù fu un grande comandante militare, che non avendo più nemici da combattere si è ritirato a vita privata, così impazzendo.
- Lu Kang: è un grosso bufalo d'acqua, nipote dell'imperatore. Maldestro e impacciato, viene addestrato da Po grazie al quale acquisirà fiducia in sé stesso. Diverrà poi imperatore della Cina.
- Zeng: è un'oca. Messaggero del Palazzo di Giada e assistente di Shifu, che lo considera un inetto in quanto goffo e distratto, ma finisce poi per ricredersi.
- Lam, Yang e Chen: sono tre giovani amichette di Po. Rispettivamente una coniglietta, una maialina e una capretta, fondatrici di un suo fan club. Non vedendolo mai combattere, iniziano a nutrire dei dubbi su di lui, ma poi impareranno che essere un eroe va oltre i combattimenti.
- Yao: è un markhor. Considerato il più saggio maestro di kung fu della Cina, passa la vita a meditare dentro una portantina. Molto stimato da Shifu, lui gli dà il consiglio di non prendere le cose troppo sul serio, prendendo esempio da Po.

### Antagonisti
- Ki-Pa (in originale Ke-Pa): è un potente e malvagio demone con l'aspetto di un gigantesco dragone rosso, con spine gialle e occhi color fuoco; possiede diversi poteri, tra cui l'immortalità, la telecinesi, il volo e la capacità di sparare fulmini dagli occhi. Egli si autoconsidera il Vero Guerriero Dragone. È il re dei demoni e il più grande e potente di essi. Anni prima aveva tentato di sottomettere il mondo dopo aver aperto un portale per la Valle della Pace, ma era stato ostacolato da Oogway, che aveva usato il Chi dell'Eroe per relegare il suo esercito negli Inferi e sigillare l'apertura; allora Ki-Pa aveva cercato di vendicarsi uccidendo Oogway, ma l'Albero della Pace era intervenuto in aiuto della tartaruga e aveva imprigionato il demone nel corpo di un maiale. Quando poi l'albero muore, Ki-Pa riacquisisce i suoi poteri e sconfigge facilmente Po e i Cinque Cicloni, per poi distruggere il Palazzo di Giada per aprire il portale verso gli Inferi; scopre però che per aprirlo occorre il Chi dell'Eroe. Shifu, per salvare Po, mentirà dicendo di averlo lui, ma il demone capisce l'inganno e usa Po anziché il vecchio maestro; i demoni vengono così liberati e Ki-Pa li scatena contro il mondo. Po però fa ritorno e con il Chi e relega l'esercito negli Inferi, sigillando per sempre il portale; Ki-Pa, furioso cerca di uccidere il Guerriero Dragone, ma questi trasforma il demone in un fascio di luce che investe tutto il mondo, cancellando tutto ciò che i demoni avevano causato.
- Fung: è il capo dei Coccodrilli Briganti. È un grosso coccodrillo con un elmo nero in testa. Poiché ha avuto un padre terribile e un'infanzia triste, fa molta fatica a dominare la rabbia e quando si infuria spesso getta a terra l'elmo con esclamazioni furiose. Nonostante cerchi di mostrarsi malvagio, è molto tenero dentro e tiene molto alla sua banda e il suo più grande desiderio è rendere suo padre fiero di lui, cosa che accadrà quando, dopo aver creato un esercito di Coccodrilli di Terracotta, si rifiuterà di conquistare la Cina per non dover fare del male alla sua banda, dimostrandogli di essere una persona leale. È molto ostile a Po anche se talvolta i due si alleano per sconfiggere nemici comuni. Nell'episodio "Operazione Dragone" diventa servo di Ki-Pa insieme alla sua banda. Ha un cugino di nome Lidong.
- Tao Tai: un facocero maschio. Mente brillante ma anche diabolica, è un esperto costruttore di macchine e aspira a conquistare il Palazzo di Giada per ottenere i poteri del Guerriero Dragone. Il suo nemico principale è Po, poiché secondo lui stesso solo il panda può sconfiggerlo. In un episodio, dopo che Po ha per errore fatto perdere la memoria ai Cinque Cicloni, li inganna e gli fa credere che lui è il loro maestro e che i loro nemici sono Shifu e Po, rivoltandoli contro il maestro e il Guerriero Dragone; tuttavia, quando Po gli rifarà tornare la memoria, sarà costretto alla ritirata. In un altro episodio si allea con Po per sconfiggere la strega Pai-Ling ed inventa per la battaglia dei robot da guerra, con i quali attaccheranno la strega poco prima che sacrifichi l'imperatore. Ha un figlio di nome Bian Zao col quale non ha buoni rapporti.
- Scorpion: una femmina di scorpione cinese. Un tempo venerata guaritrice esperta di erbe medicinali in seguito è divenuta una strega dopo essersi autoiniettata un elisir ipnotico. Venne poi esiliata dalla Valle della Pace ed ora cerca vendetta contro gli abitanti.
- Temutai: un gigantesco bufalo d'acqua. Re dei Qidan, ha una grossa rivalità con Po in quanto è l'unico che sia mai riuscito a sconfiggerlo. Ogni volta che si incontrano i due si danno spesso battaglia ma col tempo diventano amici.
- Tong Fo: un lori gracile. Astuto genio del male il suo punto di forza è il suo sguardo penetrante che è in grado di intimidire quasi chiunque. Estremamente arrogante e ambizioso. È un ottimo combattente, tanto che da superare persino i Cinque Cicloni, tuttavia non è capace di rivaleggiare con Po.
- Fenghuang: una femmina di gufo reale indiano. Ex membro dei vecchi Cinque Cicloni, fu scacciata in quanto divenuta una strega. Tornerà in alcune puntate per vendicarsi, venendo sempre sconfitta da Po. In seguito farà pace con i suoi ex compagni e si unirà nuovamente a loro.
- Junjie: una volpe di Rüppell. Grande maestro di kung fu e esperto mutaforma, un tempo era il miglior amico di Shifu ma ora lo odia profondamente in quanto Oogway ha affidato a lui la custodia del Palazzo di Giada, anziché alla volpe. Ingannando Po, riuscirà ad assumere il controllo del palazzo, ma poi verrà smascherato e condotto in prigione.
- Hundun: un rinoceronte di Giava. Ex membro delle guardie di Chor Ghom, pieno di rancore verso di Po in quanto a causa sua dopo la fuga di Tai Lung lui ha perso il lavoro, venendo quindi abbandonato dalla moglie e dai figli. Mentre il rinoceronte tenta di vendicarsi, Po gli rompe accidentalmente il corno, aumentando quindi l'odio nei suoi riguardi.
- Pan-Bing: una gatta siamese. Una potente strega che in passato faceva parte di un ordine mistico di magia nera. Decide di uccidere Lu Kang, ma viene sconfitta da Po.
- Tai Lung: un leopardo delle nevi, ex-apprendista di Shifu, zio di Peng e nemesi di Po. Venne trovato da Shifu da bambino, e decise di farlo entrare nel Kung Fu, il quale Tai Lung si allenó giorno dopo giorno. Tai Lung voleva solo la pergamena del drago, ma Oogway negó, in quanto ha visto il male dentro di lui. Una notte, Tai Lung scese per distruggere la valle fuoribondo, e dopo tornó al palazzo di Giada per cercare di prendere la pergamena del drago con la forza. Shifu così doveva annientare quello che aveva creato, solo che non ci riuscì, e Tai Lung lo respinse, ma prima che potesse prendere la pergamena, Oogway usando un incantesimo riuscì a bloccare Tai Lung. Marcito per molto tempo in prigione, un giorno riesce a liberarsi, e fa ritorno alla valle per scontrarsi contro Po, dove Tai Lung perde la vita. In un episodio Po prende  temporaneamente le sue sembianze con un amuleto magico per far ragionare suo nipote Peng prima che egli distrugga la valle.
- Ten Fan: un giaguaro. Dotato di grandi poteri fin dalla nascita (telecinesi, controllo dei 4 elementi e forza sovrumana), veniva preso in giro da tutti e considerato un mostro. I suoi genitori vennero perfino uccisi colpevoli di averlo generato. Cerca di vendicarsi provando a distruggere l'intera Cina ma viene fermato da Po e da sua sorella.
- Yun Fan: un giaguaro femmina e sorella minore di Ten Fan e come lui ha grandi poteri e a differenza sua le prese in giro non la toccavano. È rimasta impassibile anche quando i genitori sono stati uccisi dimostrando di accettare il fatto che è un mostro. Aiuta Po a fermare suo fratello che sta per distruggere la valle.

## Doppiaggio
| Personaggio | Doppiatore originale     | Doppiatore italiano                                               |
| ----------- | ------------------------ | ----------------------------------------------------------------- |
| Po          | Mick Wingert             | Gianfranco Miranda                                                |
| Shifu       | Fred Tatasciore          | Carlo Valli                                                       |
| Tigre       | Kari Wahlgren            | Francesca Fiorentini                                              |
| Scimmia     | James Sie                | Angelo Maggi                                                      |
| Gru         | Amir Talai               | Danilo De Girolamo (1ª stagione) Franco Mannella (2ª-3ª stagione) |
| Vipera      | Lucy Liu                 | Tiziana Avarista                                                  |
| Mantide     | Max Koch                 | Simone Mori                                                       |
| Mr. Ping    | James Hong               | Oliviero Dinelli                                                  |
| Oogway      | Randall Duk Kim          | Dante Biagioni                                                    |
| Scorpion    | Lynn Milgrim             | Cristina Noci                                                     |
| Mei Ling    | Susanne Blakeslee        | Loredana Nicosia                                                  |
| Fung        | John DiMaggio            | Roberto Pedicini                                                  |
| Gah-ri      | Fred Tatasciore          | Riccardo Rossi                                                    |
| Temutai     | Kevin Michael Richardson | Mauro Magliozzi                                                   |
| Tao Tai     | Wallace Shawn            | Ambrogio Colombo                                                  |
| Bian Zao    | Simon Helberg            | Daniele Raffaeli                                                  |